# S80-as személyvonat
Az S80-as személyvonat egy budapesti elővárosi vonat, ami 2014. december 14-e óta közlekedik ezen a néven minden nap félóránként a Keleti pályaudvar és Gödöllő vasútállomás között, hétköznap reggeli csúcsidőben Aszód vasútállomás illetve kora reggel és késő este Hatvan vasútállomásig jár. A vonatok négyszámjegyű járatszámot viselnek, amelyek 30-cal (hatvani) és 31-gyel (gödöllői és aszódi) kezdődnek, míg a napi egy darab Füzesabonyig továbbközlekedőé 50-nel. A járatok néhány kivételével kizárólag Stadler FLIRT (a kora reggel és késő esti órákban egy-egy MÁV 815-ös sorozatú is) motorvonatokból állnak.

## Története

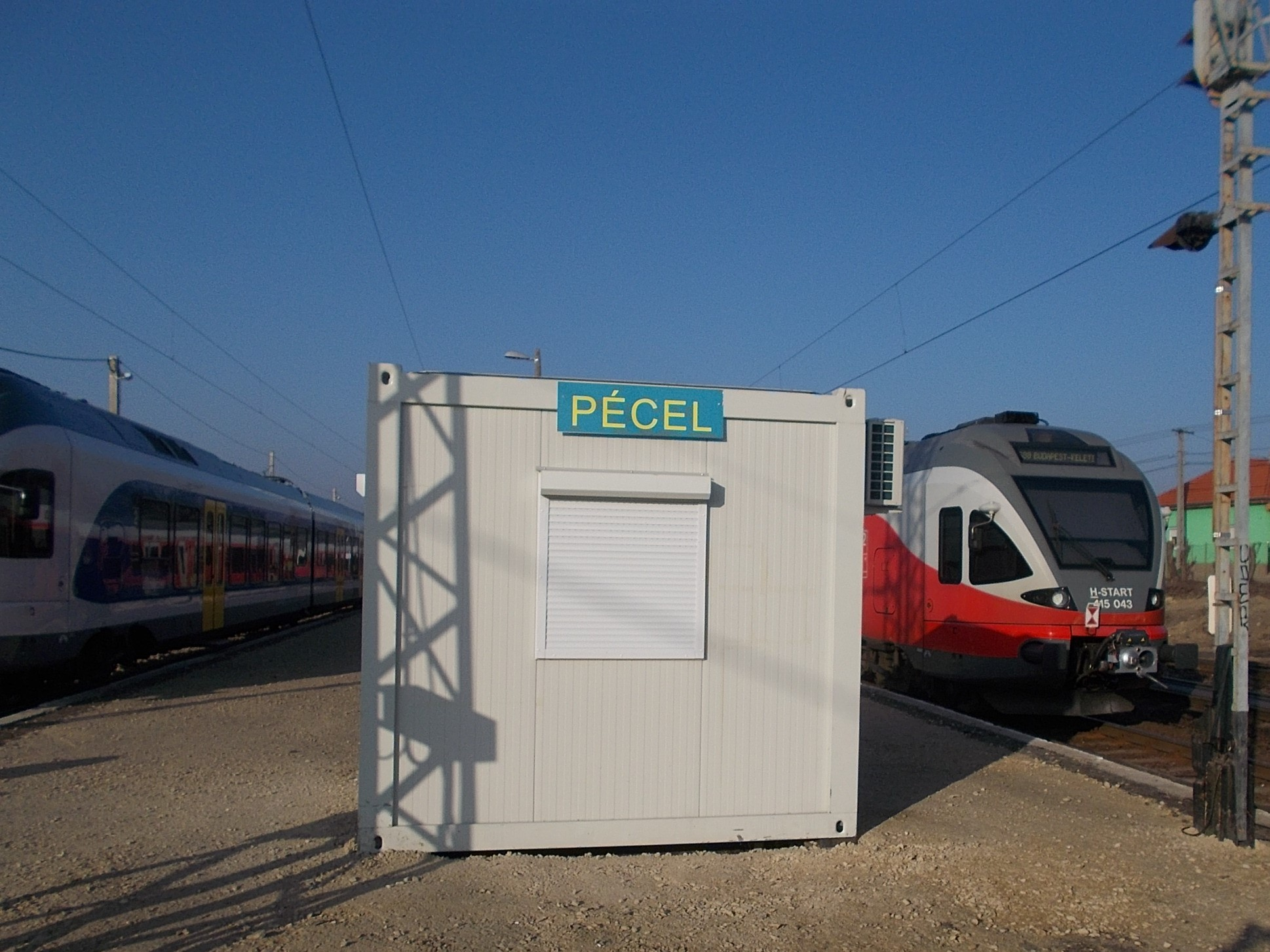
Az ügyeletes/állomásfönök ideiglenes iroda konténere Pécel vasútállomáson a vasútvonal rekonstrukciója során 2019-ben. Jobbra egy S80-as, balra egy G80-as vonat várakozik

2013-ban elkezdték bevezetni a viszonylatjelzéseket a budapesti vasútvonalakon. Az augusztusi próbaüzemet követően 2013. december 15-től a Déli pályaudvarra érkező összes vonat S-, G- vagy Z- előtagot (Személy, Gyors, Zónázó) és kétjegyű számból álló utótagot kapott. Ezt a rendszert egy évvel később, 2014 decemberében az összes budapesti és néhány egyéb járatra is kiterjesztették, ekkor lett a 80a számú vasútvonalon közlekedő, addig elnevezés nélküli személyvonat S80-as jelzésű.
Ezen a viszonylaton az elsők között vezettek be ütemes menetrendet még 2006-ban, illetve cserélték le a régi szerelvényeket a frissen vásárolt Stadler FLIRT vonatokra 2008-2010 között.
A 2018-ban indult Budapest–Hatvan-vasútvonal felújítása során közel tíz hónapon keresztül, 2019. februárja és decembere között rövidített útvonalon, a Keletitől csak Pécel vasútállomásig (és néhány esetben csak Rákos vasútállomásig) járt, illetve Aszód vasútállomástól Hatvan vasútállomásig, a köztes szakaszt vonatpótló buszokkal áthidalva. Ugyanezen időszak alatt, 2019. május 13-a és 26-a között a Keleti pályaudvart is lezárták karbantartási munkálatok miatt. Ebben a két hétben az S80-as a budapesti szakaszon egyáltalán nem járt, helyette az S72-es személyvonatot (Piliscsaba-Angyalföld) hosszabbították meg ideiglenesen Pécelig a külső körvasúton. Ennek a pótlásnak a nem várt sikere hívta életre 2020 októberében az S76-os személyvonatot. 2019 decemberében újra átadták a teljes 80a jelű vasútvonalat, így azóta az S80-as újra a teljes szakaszán jár.
A pályafelújítás teljes elkészülte után, 2021-től lehetőség nyílik arra, hogy az S80-as a mostani fél óra helyett akár negyed óránként is közlekedhessen a Gödöllő és a Keleti pályaudvar közti szakaszon és az addiginál jóval gyorsabban is. Szintén ezen fejlesztés részeként 2020-ban egy új vasúti megálló is létesült Akadémiaújtelep megállóhely néven. Az S76-os szintén 2021 elején tervezett meghosszabbítása Pécelig ugyancsak változást hozhat az S80-as menetrendjébe.
A 2020-ban indult budapesti déli körvasút fejlesztésének részeként Kelenföld vasútállomás és Budaörs vasútállomás között egy harmadik vágányt is terveznek építeni, ami a jövőben lehetővé tenné a budapesti keleti és a nyugati agglomeráció közvetlen vasúti összekötését is, előrevetítve egy esetleges jövőbeli útvonalmódosítást is.
2020. december 13-ától egységesen, minden nap félóránként közlekedik Budapest és Gödöllő között, Hatvanig az Egerbe közlekedő Agria InterRégió vonatok és az új Z80-as zónázók helyettesítik (Hévízgyörk és Galgahévíz megállóhelyeken csak az utóbbiak állnak meg). Kora reggel és késő este az S80-as személyvonatok is Hatvanig járnak.
2021. december 12-étől megállnak Akadémiaújtelep megállóhelyen is.
2022/2023-as menetrendváltással munkanapokon a reggeli csúcsidőben az S80-as személyvonatok Gödöllő helyett Aszód állomásról indulnak illetve oda érkeznek.
2023/2024-es menetrendváltástól a füzesabonyi S80-as vonatpár Karácsond megállóhelyen csak feltételesen áll meg.
2024/2025-ös menetrendváltástól a Füzesabonyból induló járat továbbiakban Agria InterRégióként közlekedik.

## Útvonala
Az S80-as minden nap közlekedik, minden időszakban egységesen félóránként. Végállomásai a Keleti pályaudvar és Gödöllő vasútállomás, hétköznap reggeli csúcsidőben Keleti pályaudvar és Aszód vasútállomás, illetve kora reggel és késő este egyes járatok a Keleti pályaudvar és Hatvan közt közlekednek. Napi 1 késő esti vonat végállomása Füzesabonyban van, amely így már nem számít elővárosi vonatnak.
| 0                                       | Budapest-Keleti végállomás | 71 | 23, 24 5, 7, 7E, 8E, 20E, 30, 30A, 107, 108E, 110, 112, 133E, 230 73, 76, 78, 79, 80 G10 , S60 , G60 , Z60 , IC, EC, EN, InterRégió, gyorsvonat, expresszvonat,                                                                                        |
| 6                                       | Kőbánya felső              | 65 | 37, 37A 10 S60 , G60 , Z60 |
| 11                                      | Rákos                      | 59 | 161, 161A, 162, 168E, 262 S60 , G60 , Z60 , S76 , InterRégió |
| 13                                      | Akadémiaújtelep            | 56 | 161, 161A, 162, 195, 202E, 262 G80 |
| 16                                      | Rákosliget                 | 53 | 98, 146, 146A, 176E, 198, 261E, 276E G80 |
| 18                                      | Rákoscsaba-Újtelep         | 51 | 98, 176E, 275, 297 |
| 19                                      | Rákoscsaba                 | 50 | 98, 176E, 198, 269, 275, 298 482, 504 G80 |
| 23                                      | Pécel                      | 46 | 169E 1, 1E, 2, 2E (Pécel helyi járat) 449 G80 |
| 30                                      | Isaszeg                    | 39 | 446, 447, 448, 484 G80 |
| 32                                      | Gödöllő-Állami telepek     | 36 | 446, 447, 448, 466 |
| 38                                      | Gödöllő végállomás         | 32 | 440, 441, 442, 444, 446, 447, 448, 465, 466, 470, 472 1076, 1077, 1078 InterRégió, expresszvonat |
| 42                                      | Máriabesnyő                | 27 | 402, 404, 405, 406, 407, 410, 412, 422, 426, 430, 461, 463, 469, 474 InterRégió |
| 50                                      | Bag                        | 19 | 402, 404, 405, 406, 407, 408, 409, 424, 434, 435, 436, 437, 438, 439, 458 InterRégió |
| 53                                      | Aszód végállomás           | 16 | 342, 347, 348, 422, 424, 426, 428, 430, 457, 458, 459, 460 S77 , S780 , InterRégió, expresszvonat |
| 56                                      | Hévízgyörk                 | 13 | S780 |
| 59                                      | Galgahévíz                 | 10 | S780 |
| 62                                      | Tura                       | 6  | 400, 402, 404, 405, 408, 445 S780 , InterRégió |
| 69                                      | Hatvan végállomás          | 0  | 348, 406, 407, 409, 410, 412, 414, 3448, 3600, 3601, 3604, 3605, 3610, 3612, 3622, 3623, 3624, 3628, 3640, 3643, 3645, 3675, 3678, 4681, 4686 1, 2, 3, 3A, 4, 6, 7, 9 1037, 1039, 1040, 1049, 1052, 1063, 1427 S780 , S820 , InterRégió, expresszvonat |
| Napi egy járat Füzesabonyig közlekedik. |                            |    | |